# Christos Dimitriou
Christos Dimitriou (* 22. September 1993 in Nikosia) ist ein zyprischer Leichtathlet, der sich auf den Mittelstreckenlauf spezialisiert hat.

## Sportliche Laufbahn
Erste Erfahrungen bei internationalen Meisterschaften sammelte Christos Dimitriou im Jahr 2011, als er bei den Spielen der kleinen Staaten von Europa (GSSE) in Schaan in 3:52,75 min die Silbermedaille im 1500-Meter-Lauf hinter seinem Landsmann Amine Khadiri gewann und sich über 800 Meter in 1:52,55 min die Bronzemedaille hinter dem Monegassen Brice Etès und Landsmann Khadiri sicherte. Anschließend schied er bei den Junioreneuropameisterschaften in Tallinn mit 1:52,04 min in der ersten Runde im 800-Meter-Lauf aus. Im Jahr darauf schied er auch bei den Juniorenweltmeisterschaften in Barcelona mit 1:52,59 min in der Vorrunde aus, wie auch bei den U23-Europameisterschaften 2013 in Tampere mit 1:51,85 min. Anschließend verpasste er auch bei den Spielen der Frankophonie in Nizza mit 1:55,05 min den Finaleinzug. 2015 gewann er bei den Balkan-Hallenmeisterschaften in Istanbul mit neuem Landesrekord von 1:49,30 min die Silbermedaille über 800 Meter und schied anschließend bei den Halleneuropameisterschaften in Prag mit 1:51,82 min im Vorlauf aus. Mitte Juli schied er dann bei den U23-Europameisterschaften in Tallinn mit 1:50,18 min im Halbfinale aus.
2017 siegte er in 1:50,45 min über 800 Meter bei den GSSE in Serravalle und gewann mit der zyprischen 4-mal-400-Meter-Staffel in 3:15,15 min die Silbermedaille hinter dem Team aus Luxemburg. Anschließend nahm er an der Sommer-Universiade in Taipeh teil und schied dort über 800 und 1500 Meter mit 1:52,53 min bzw. 3:55,96 min jeweils in der Vorrunde aus. Im Jahr darauf gewann er bei den Balkan-Hallenmeisterschaften in Istanbul in 1:50,02 min die Bronzemedaille über 800 Meter und anschließend schied er bei den Commonwealth Games im australischen Gold Coast mit 1:47,82 min und 3:49,84 min jeweils im Vorlauf über 800 und 1500 Meter aus. Daraufhin scheiterte er auch bei den Mittelmeerspielen in Tarragona mit 1:50,79 min in der ersten Runde, genauso wie bei den Europameisterschaften in Berlin im August mit 1:50,62 min. 2021 wurde er bei den Balkan-Meisterschaften in Smederevo in 1:49,72 min Fünfter über 800 Meter und im Jahr darauf gelangte er bei den Balkan-Hallenmeisterschaften in Istanbul mit 1:51,93 min auf Rang vier. Im Juni erreichte er bei den Balkan-Meisterschaften in Craiova mit 1:51,83 min Rang elf und anschließend verpasste er bei den Mittelmeerspielen in Oran mit 1:51,18 min den Finaleinzug.
In den Jahren 2016 und 2017 wurde Dimitriou zyprischer Meister im 800-Meter-Lauf sowie 2017 auch über 1500 Meter.

## Persönliche Bestleistungen
- 800 Meter: 1:47,19 min, 26. Mai 2018 in Oordegem
  - 800 Meter (Halle): 1:48,23 min, 27. Januar 2018 in Wien (zyprischer Rekord)
- 1500 Meter: 3:44,27 min, 18. Juni 2016 in Nikosia